# Chamaeleo roperi
Chamaeleo roperi este o specie de cameleon din genul Chamaeleo, familia Chamaeleonidae, ordinul Squamata, descrisă de Boulenger 1890. Conform Catalogue of Life specia Chamaeleo roperi nu are subspecii cunoscute.